# 多夫傑波列 (烏日霍羅德區)
48°31′31″N 22°20′33″E / 48.52528°N 22.34250°E
多夫傑波列（烏克蘭語：Довге Поле），是烏克蘭的村落，位於該國西部外喀爾巴阡州，由烏日霍羅德區負責管轄，始建於1890年，面積0.021平方公里，2001年人口597，人口密度每平方公里28,428人。